# Cometa Coggia

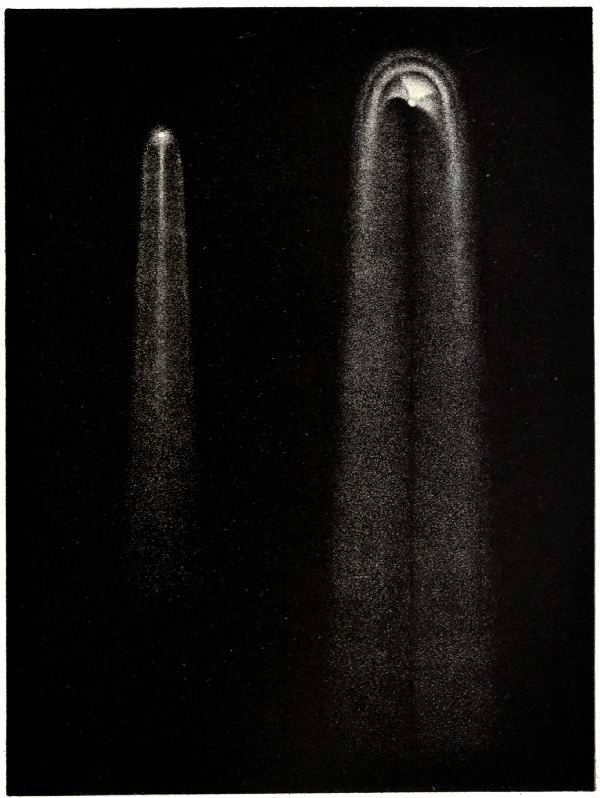
Cometa Coggia en 1874

El cometa Coggia (C/1874 H1), es un cometa rasante solar no periódico que se observó a simple vista en 1874.
El cometa fue observado por el astrónomo francés Jérôme Eugène Coggia el 17 de abril de 1874. El 9 de julio del mismo año hizo el paso por el perihelio. Se trató de un cometa rasante solar de período corto que se pudo observar desde principios de junio hasta el mes de agosto del mismo año. Presentó dos largas colas que se extendían más de 60 grados a través del cielo. El cometa volvió los años 1877 y 1882 cuando se rompió y se desintegró.
C/1874 H1 se mueve a lo largo de una órbita muy alargada, con una excentricidad de 0,99, la distancia al Sol en su perihelio fue de 0,69 UA, y la inclinación de su órbita fue 66,3º.